# Aulacodes purpurealis
Aulacodes purpurealis là một loài bướm đêm trong họ Crambidae.